# Зиргенштайн
Зиргенштайн (нім. Syrgenstein) — громада в Німеччині, знаходиться в землі Баварія. Підпорядковується адміністративному округу Швабія. Входить до складу району Діллінген. Центр об'єднання громад Зиргенштайн.
Площа — 16,66 км2. Населення становить 3790 ос. (станом на 31 грудня 2020).